# Козла (Караш-Северін)
Козла (рум. Cozla) — село у повіті Караш-Северін в Румунії. Входить до складу комуни Берзаска.
Село розташоване на відстані 325 км на захід від Бухареста, 74 км на південь від Решиці, 139 км на південний схід від Тімішоари, 147 км на захід від Крайови.

## Населення
За даними перепису населення 2002 року у селі проживали 116 осіб.
Національний склад населення села:
| Національність | Кількість осіб | Відсоток |
| -------------- | -------------- | -------- |
| румуни         | 107            | 92,2%    |
| чехи           | 7              | 6,0%     |

Рідною мовою назвали:
| Мова      | Кількість осіб | Відсоток |
| --------- | -------------- | -------- |
| румунська | 106            | 91,4%    |
| чеська    | 7              | 6,0%     |